# 小行星8113
小行星8113（英語：8113 Matsue）是一颗围绕太阳公转的小行星。1996年4月21日，罗伯特·H·麦克诺特]]、安部裕史在八束郡发现了此天体。
这颗小行星的绝对星等为210.7533383355897等。